# Återvinningscentral

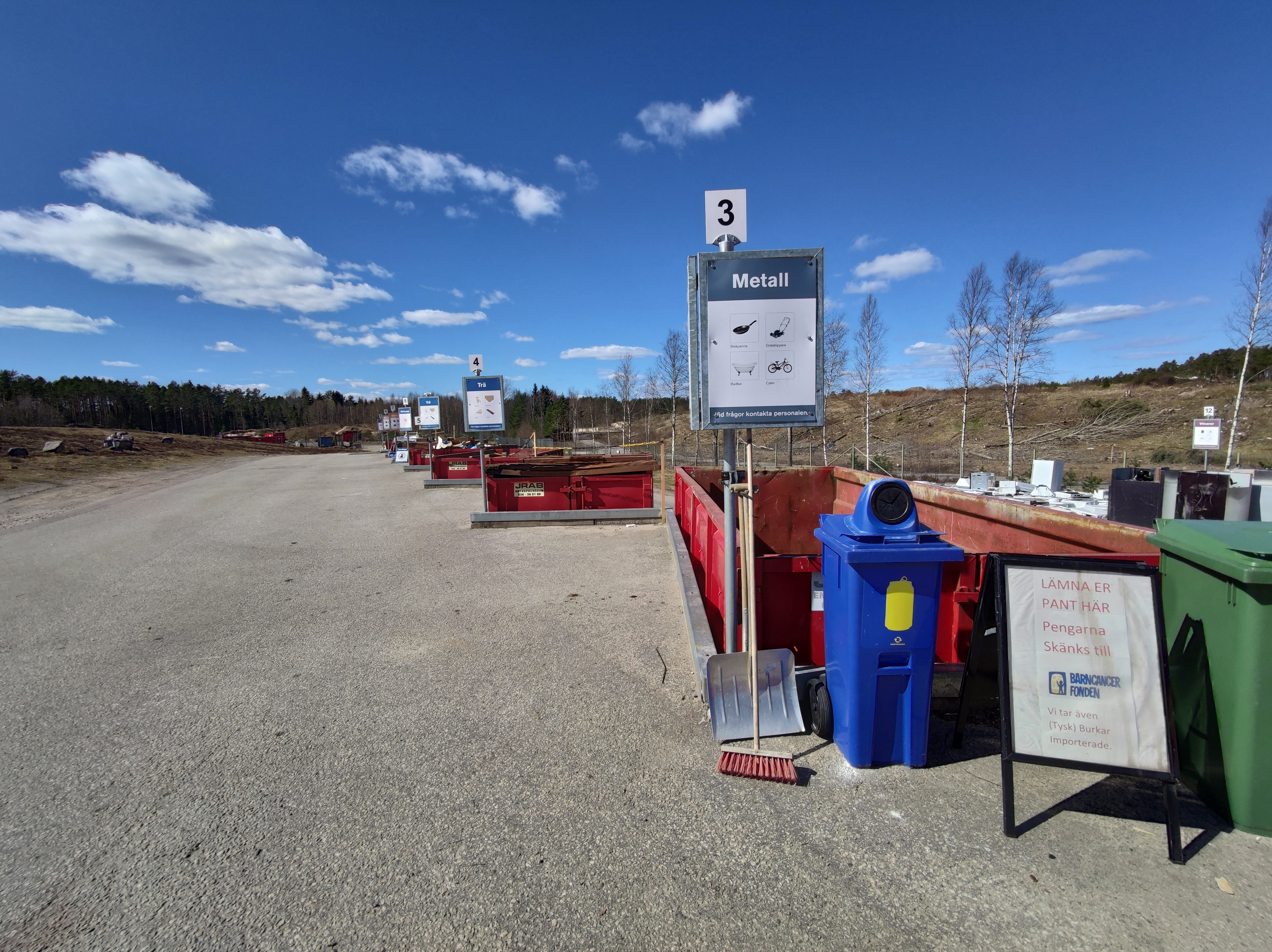
En återvinningscentral i Sverige.

En återvinningscentral (ÅVC), ibland benämnd kretsloppspark, är en insamlingsanläggning för uppdelad insamling av grovsopor. Den är stationär och oftast bemannad. Systemet med återvinningscentraler har under senare år byggts ut i bland annat många europeiska länder, inklusive Sverige.

## Verksamhet (i Sverige)

### Omfattning
På en ÅVC omhändertas olika typer av grovsopor, det vill säga sopor som inte lämpar sig att lämna i soprum eller återvinningsstationer. ÅVC är större anläggningar med plats för inlämning av möbler, träavfall, trädgårdsavfall, metallskrot och farligt avfall. Det senare kan inkludera exempelvis färg eller elavfall (inklusive glödlampor/lysrör), samt mindre mängder byggavfall.
ÅVC tar ofta också emot förpackningar i plast, papper och plåt – samma sorts förpackningar som kan deponeras i behållarna på återvinningsstationerna, men förpackningar som är mer skrymmande. Detta kan exempelvis innebära stora wellkartonger eller frigolit.
Flera återvinningscentraler har även så kallat återbruk, där det ges möjlighet att lämna fungerande saker för välgörande ändamål eller second hand. Återbruk är ett miljövänligare alternativ än återvinning eller energiutvinning, eftersom det minskar behovet av nytillverkning och konsumtion av nya varor.
Till skillnad från återvinningsstationer, som är utplacerade i bostadsområden, finns återvinningscentraler med sin mer skrymmande hantering ofta i anslutning till industriområden eller platser utan tätbebyggelse. Det finns dock försök med kvartersnära eller mobila återvinningscentraler. Många kommuner har valt att installera ett bomsystem på sina återvinningscentraler för att öka säkerheten och erhålla tydligare besöksstatistik. Även kameraövervakning och elstängsel förekommer för att minska risken för stölder.
Småföretagare som vill utnyttja anläggningen kan göra detta mot en avgift.

### Drift och statistik
Varje svensk kommun har ansvar för återvinningscentralerna i kommunen. Kostnaden för ÅVC-verksamheten tas ut på den kommunala renhållningsavgiften.
Ett genomsnittligt svenskt hushåll ger upphov till drygt 160 kg grovavfall per år.
I Sverige finns det totalt 580 stycken återvinningscentraler och dessa får årligen 27 miljoner besökare.